# Сан-Бьяджо-Сарачиниско
Сан-Бьяджо-Сарачиниско (итал. San Biagio Saracinisco) — коммуна в Италии, располагается в регионе Лацио, в провинции Фрозиноне.
Население составляет 382 человека (2008 г.), плотность населения составляет 12 чел./км². Занимает площадь 31 км². Почтовый индекс — 3040. Телефонный код — 0776.
Покровителеем коммуны почитается святой Власий Севастийский, празднование 3 февраля.

## Демография
Динамика населения:

## Администрация коммуны
- Официальный сайт: